# David Padilla
David Padilla Arancibia (Sucre, 13 de agosto de 1927-La Paz, 25 de septiembre de 2016) fue un militar y político boliviano. Ocupó el Gobierno de Bolivia de manera de facta como presidente de la Junta Militar de Gobierno, desde el 24 de noviembre de 1978 hasta el 8 de agosto de 1979.

## Biografía
David Padilla nació en la ciudad de Sucre el 13 de agosto de 1927. Realizó sus estudios primarios y secundarios en su ciudad natal. Continuo con sus estudios superiores ingresando en 1943 al Colegio Militar del Ejército de la ciudad de La Paz de donde egresó con el rango de subteniente el año 1948. 
Se especializó en la Escuela de Armas del Comando y Estado Mayor de Altos Estudios Militares; en la Escuela USARCARIB, de Estados Unidos en la zona del Canal de Panamá y en la Escuela Superior de Guerra de la Argentina. Llegó a ser  general  y comandante de división del ejército; desde este puesto encabezó el golpe militar de Estado, incruento y sin víctimas, que depuso el gobierno de otro militar, el general Juan Pereda Asbún. 
Padilla Arancibia quedó investido como presidente de la Junta Militar el 24 de noviembre de 1978.
Durante su presidencia, concretó sus esfuerzos al mantenimiento del orden interno, la materialización del contrato de construcción de la fundición de plomo-plata de Karachipampa, la creación de la Confederación Sindical Única de Trabajadores Campesinos (CSUTCB), derogó la ley fundamental de universidades decretado por el expresidente de facto Hugo Banzer Suárez y repuso la autonomía universitaria, organizó el centenario de la reivindicación marítima boliviana.
Convocó a elecciones presidenciales el 1 de julio de 1979, el candidato izquierdista Hernán Siles Zuazo obtuvo la primera mayoría relativa, sin lograr la mayoría absoluta para la elección directa; por lo que correspondió al Congreso de la República la elección, tal y como lo estipulaba la Constitución boliviana. El congreso no pudo lograr un acuerdo y finalmente se aprobó una salida alternativa a la crisis y el presidente del Senado Walter Guevara Arze, fue nombrado Presidente Constitucional Interino de Bolivia por un año, con mandato de convocar a nuevas elecciones en 1980. Padilla transfirió el poder a Guevara el 8 de agosto de 1979, restaurando el sistema democrático de gobierno. 
Fue el primer militar en trece años en entregar el mando a un Presidente Constitucional.
Tras abandonar la presidencia, Padilla Arancibia regresó a la vida militar con el cargo de comandante en Jefe de las Fuerzas Armadas hasta el 1 de noviembre de 1979, fecha en la que el coronel Alberto Natusch Busch perpetró el golpe militar de Estado al gobierno de  Walter Guevara Arze.
El 25 de septiembre de 2016 a los 89 años de edad, fallece en la ciudad de La Paz, Bolivia.

## Obras
- Decisiones y recuerdos de un general (1980)